# Chris Peeters (bedrijfsleider)
Christiaan (Chris) Peeters (Zonhoven, 1966) is een Belgisch bedrijfsleider. Van 2015 tot 2023 was hij CEO van netbeheerder Elia. In november 2023 werd hij CEO van postbedrijf bpost.

## Levensloop
Chris Peeters studeerde in SJB en later burgerlijk ingenieur aan de Katholieke Universiteit Leuven. Hij startte zijn carrière als onafhankelijk bouwingenieur, leidde vier jaar zijn staalbedrijf Altro Steel en werkte van 1996 tot 1998 als verkoop- en technisch directeur bij Hoogovens Aluminium. Van 1998 tot 2012 was hij partner bij consultancybureau McKinsey en van 2012 tot 2015 was hij directeur businessconsultancy bij olieservicebedrijf Schlumberger in Parijs.
In 2015 volgde hij interim-CEO François Cornelis als CEO van netbeheerder Elia op. Hij is tevens voorzitter van de raad van toezicht van 50hertz Transmission en de raden van bestuur van Elia Grid International en Eurogrid International en lid van het directiecomité van het Verbond van Belgische Ondernemingen. Van 2015 tot 2020 was hij lid van de raad van toezicht van EPEX SPOT. Op 30 oktober 2023 zal Peeters stoppen als CEO van Elia om op 1 november dezelfde functie op te nemen bij postbedrijf bpost, in opvolging van interim-CEO Philippe Dartienne.
In maart 2022 werd Peeters door het zakenmagazine Trends tot Manager van het Jaar 2021 uitgeroepen. Onder zijn leiding wierp Elia zich op als een van de meest innovatieve netbeheerders van Europa.